# Национальный музей и художественная галерея Папуа — Новой Гвинеи
Национальный музей и художественная галерея Папуа — Новой Гвинеи (англ. Papua New Guinea National Museum and Art Gallery) — музей и художественная галерея в Вайгани, Порт-Морсби. Является национальным музеем Папуа — Новой Гвинеи.

## История
В 1889 году британский губернатор территории Папуа Уильям Макгрегор решил создать коллекцию образцов и объектов естественной истории, отражающих уникальность животных и культур. Первоначальная цель программы заключалась в создании музея, однако идея не получила развития, и в конечном итоге коллекция была рассредоточена по ряду музеев в Австралии, а затем на территории Папуа появился собственный музей.
В течение 1950-х годов продолжалось развитие музея: в 1953 году было принято Постановление о древностях и началась новая программа сбора артефактов. В 1954 году был сформирован попечительский совет по предложению о создании музея. Постановление о государственных музеях и художественных галереях было принято в 1956 году, и в Папуа — Новой Гвинее были созданы Общественный музей и художественная галерея.
Коллекции музея изначально размещались в заброшенных правительственных зданиях, а в 1960 году перемещены в старую больницу. Однако, развитие музея было затруднено из-за нехватки специализированного персонала и оборудования. С 1973 года правительство, частично финансируемое за счет гранта из Австралии, разработало Программу культурного развития, направленную на развитие музея, что стало признанием того влияния, которое австралийская колониальная администрация оказала на Папуа — Новую Гвинею.
В течение 1960-х годов музею также было поручено контролировать торговлю культурными артефактами в соответствии с Законом Папуа — Новой Гвинеи о национальных культурных ценностях 1965 года. Однако, учреждению было трудно реализовать эту задачу в течение нескольких лет из-за нехватки ресурсов.

## Архитектура
В 1975 году началось строительство музея, частично финансировалось правительством Австралии, открыт для публики 27 июня 1977 года.
В 2017 году часть здания музея была реконструирована к его 40-летию. Реконструкцией руководила австралийская фирма Architectus. Музей вновь открылся с переименованием залов галереи, чтобы отразить самобытность коренных папуасов: Тумбуна, Сьюзан Карике, Бернард Нарокоби, Ян Саем Маджнеп и Бе Джиджимо. Другой важной частью проделанной работы было улучшение доступа для людей с ограниченными возможностями. Работа финансировалась через партнерство Папуа — Новой Гвинеи и Австралии вместе с персоналом и Советом попечителей. В галереи были внедрены новые технологии, в частности, в экспозицию времен Второй мировой войны.

## Коллекции и исследования
В музее и галерее представлены предметы и произведения искусства, отражающие богатую культуру и общество коренных народов Папуа — Новой Гвинеи. Позиционируется как Haus Tumbuna или место для предков людей.
Коллекции включают предметы, связанные с музыкой, украшениями для тела, церемониями, в частности барабанами кунду и гарамут, навигацией, в том числе богато украшенный аутригер Милн-Бей, маски и тотемные столбы. В коллекции музея более 50 000 этнографических предметов, но, несмотря на его размер, есть регионы и культуры, которые мало представлены.
В 2019 году музей сотрудничал с исследователями для изучения торговли керамикой в Папуасском заливе и пришел к выводу, что торговля между Австралией и Папуа — Новой Гвинеей, вероятно, велась в предыдущие два тысячелетия. Сотрудники музея также посетили Смитсоновский институт и сотрудничали с ним, чтобы поделиться знаниями о песенных традициях и экологических знаниях.

### Репатриация
В 1974 году премьер-министр Майкл Томас Сомаре писал: «Мы рассматриваем наши маски и искусство как живых духов в жилище. Неправильно, чтобы они хранились в Нью-Йорке, Париже, Бонне или где-либо еще». При подготовке к открытию нового здания музея директор Дирк Смидт потребовал вернуть предметы из коллекции Уильяма Макгрегора, которые в то время были вывезены в Австралийский музей. Семнадцать предметов были возвращены при открытии музея в 1977 году. В 1990-х годах в музей были возвращены дополнительные предметы Уильяма Макгрегора, на этот раз в рамках партнерства с Квинслендским музеем.
В 2020 году музей получил 225 предметов из Национальной галереи Австралии в рамках согласованной программы репатриации, являющейся частью партнерства между двумя учреждениями. Предметы в основном датируются серединой XX века, состоят из посуды, масок и скульптур из различных провинций, включая некоторые части Новой Ирландии, Восточной и Западной Новой Британии, Персидского залива, залива Милн и Восточного Сепика.

### Зарубежные коллекции
Частично из-за наследия колониализма многие зарубежные учреждения имеют коллекции материальной культуры Папуа — Новой Гвинеи, в том числе: Музей искусств Худа, Музей науки, Британский музей, Музей Питт-Риверса, Филдовский музей естественной истории, Музей археологии и антропологии Метрополитенский музей искусств и другие.
В 2006 году возникли сомнения в законности владения несколькими предметами из меланезийской коллекции Музея де Янга. Утверждалось, что девять объектов являются национальной собственностью и должны быть возвращены Папуа — Новой Гвинее.

## Известные люди
- Эндрю Моуту — директор[21];
- Сорой Эоэ — бывший директор (с 1977 по 2005 год)[9];
- Дирк Смидт — бывший директор[5].